# Копривар
Копривар (лат. Aglais urticae) врста је лептира из породице шаренаца (лат. Nymphalidae).

## Опис
Доста је мањи од многобојаца на које донекле личи. Карактеристична је светложута боја са доње стране предњег крила. Горња страна крила је светла, са јарким бојама и јасно разграниченим шарама. Присутан на отвореним стаништима са копривом, али најчешћи на високопланинским пашњацима. Одрасли лептири презимљавају, те се срећу већ у рано пролеће. Карактеристична тамна површина на задњем крилу.

### Животни циклус
Број генерација зависи од географског подручја, али је за већи део ареала ограничен на две. Врста презимљава у стадијуму адулта. Женке полажу јаја вишеслојно, на наличје листа биљке хранитељке. Светло су зелена и радијално усечена. Гусенице по еклозији, а све до последњег ларвеног ступња, живе у комуналним мрежама на вегетацији. По потреби, прелазе и на суседну биљку. Серицигена активност им омогућава да формирају нити за заштиту. Сусрећу се, у зависности од броја генерација, од средине пролећа до краја лета. Зреле гусенице се од сличних гусеница из породица шаренаца разликују по заступљености жуте боје на интегументу, која преовладава у субдорзалној регији и латерално.

## Биљка хранитељка
Биљка хранитељка је коприва (Urtica dioica).